# Сорока Євдоким Дмитрович
Євдоким Дмитрович Сорока (1900, село Гришине, тепер Покровського району Донецької області — 1969, місто Донецьк) — український радянський діяч, голова Сталінської обласної ради професійних спілок. Кандидат у члени ЦК КПУ в січні 1949 — лютому 1960 р.

## Біографія
Народився в родині робітника-залізничника. Трудову діяльність розпочав у 1914 році саночником Західно-Донецького рудника (на території сучасного Покровського району Донецької області).
У травні — вересні 1919 року — у Червоній армії, учасник Громадянської війни в Росії.
Потім працював електромонтером, помічником начальника районного відділення міліції на Донеччині.
У 1928—1937 роках — на профспілковій роботі в Донецькій області.
Член ВКП(б) з 1929 року.
З 1937 року перебував на відповідальній партійній роботі.
У 1938—1941 роках — 1-й секретар Красноармійського районного комітету КП(б)У Сталінської області.
У липні 1942—1943 року — у Червоній армії, учасник німецько-радянської війни. Служив відповідальним секретарем партійного бюро 2-го окремого стрілецького батальйону 129-ї окремої стрілецької бригади 40-ї армії Воронезького фронту. У кінці січня 1943 року зазнав важкого кульового поранення, був демобілізований із армії.
З 1943 по 1948 рік — 1-й секретар Красноармійського районного комітету КП(б)У Сталінської області.
У жовтні 1948 — березні 1958 року — голова Сталінської обласної ради професійних спілок.
З 1958 року — персональний пенсіонер республіканського значення.
Помер у середині липня 1969 року в місті Донецьку.

## Звання
- політрук
- старший лейтенант

## Нагороди
- два ордени Леніна (23.01.1948, 6.12.1957)
- два ордени Червоної Зірки (,6.11.1947)
- орден Вітчизняної війни 1-го ступеня (1.02.1945)
- шість медалей